# Hälla, Västerås
Hälla  är en  stadsdel i det administrativa bostadsområdet Brandthovda-Hälla i östra Västerås. Där finns industrier och köpcentrum, Hälla Shopping och Hälla Syd.
I den östra delen av området, öster om Kranbyggargatan, finns flera stora varuhus, bland annat ICA Maxi, Willys, Rusta, ÖoB, Systembolaget, Jysk, Granngården, Spicy hot, McDonalds och även gallerian "Hälla Shopping" med flera butiker.
Hälla Syd är den västra delen av området, väster om Kranbyggargatan. Även här finns flera stora varuhus, så som till exempel Netonnet, K-bygg och Plantagen.
Hälla industriområde innehåller byggnadsfirmor, mekaniska verkstäder, bilverkstad, en bilskrot med mera.
Området avgränsas av Stockholmsvägen, E18 och Österleden.
Området gränsar i norr till Brandthovda, i söder till Lillhamra och Talltorp och i väster till Skiljebo.